# Сојер (Оклахома)
Сојер (енгл. Sawyer) град је у америчкој савезној држави Оклахома.

## Демографија
По попису из 2010. године број становника је 321, што је 47 (17,2%) становника више него 2000. године.
| Група             | 2000.       | 2010.       |
| Белци             | 207 (75,5%) | 247 (76,9%) |
| Афроамериканци    | 1 (0,4%)    | 1 (0,3%)    |
| Азијати           | 0 (0,0%)    | 0 (0,0%)    |
| Хиспаноамериканци | 4 (1,5%)    | 7 (2,2%)    |
| Укупно            | 274         | 321         |